# Marylin Pla

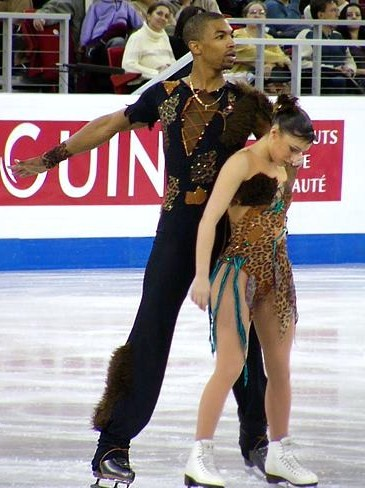
Marylin Pla en Yannick Bonheur tijdens de EK in 2004

Marylin Pla (Athis, 19 februari 1984) is een Franse kunstschaatsster.
Pla was actief in het paarrijden met sportpartners Jean-René Quabiloux en Yannick Bonheur (2003-2007). Zij trainde onder andere onder Stephane Bernadis en Jean-Roland Racle.

## Persoonlijke records
Met Yannick Bonheur
| records             | punten | datum      | toernooi             |
| ------------------- | ------ | ---------- | -------------------- |
| Hoogste totaalscore | 139.76 | 15-11-2003 | Trophee Lalique 2003 |
| Hoogste korte kür   | 49.55  | 14-03-2005 | WK 2005              |
| Hoogste lange kür   | 91.80  | 15-11-2003 | Trophee Lalique 2003 |

## Belangrijke resultaten
2003-2007 met Yannick Bonheur
| Kampioenschap           | 2003  | 2004   | 2005 | 2006 | 2007 |
| ----------------------- | ----- | ------ | ---- | ---- | ---- |
| Olympische Spelen       |       |        |      | 14e  |      |
| Wereldkampioenschap     |       | 13e    | 13e  | 14e  |      |
| Europees Kampioenschap  |       | 8e     | 7e   | 6e   | 8e   |
| WK junioren             | 14e   |        |      |      |      |
| Nationaal Kampioenschap | Brons | Zilver | Goud | Goud | Goud |